# Barbus eutaenia
Barbus eutaenia är en fiskart som beskrevs av Boulenger, 1904. Barbus eutaenia ingår i släktet Barbus och familjen karpfiskar. IUCN kategoriserar arten globalt som otillräckligt studerad. Inga underarter finns listade.